# Historia Białorusi

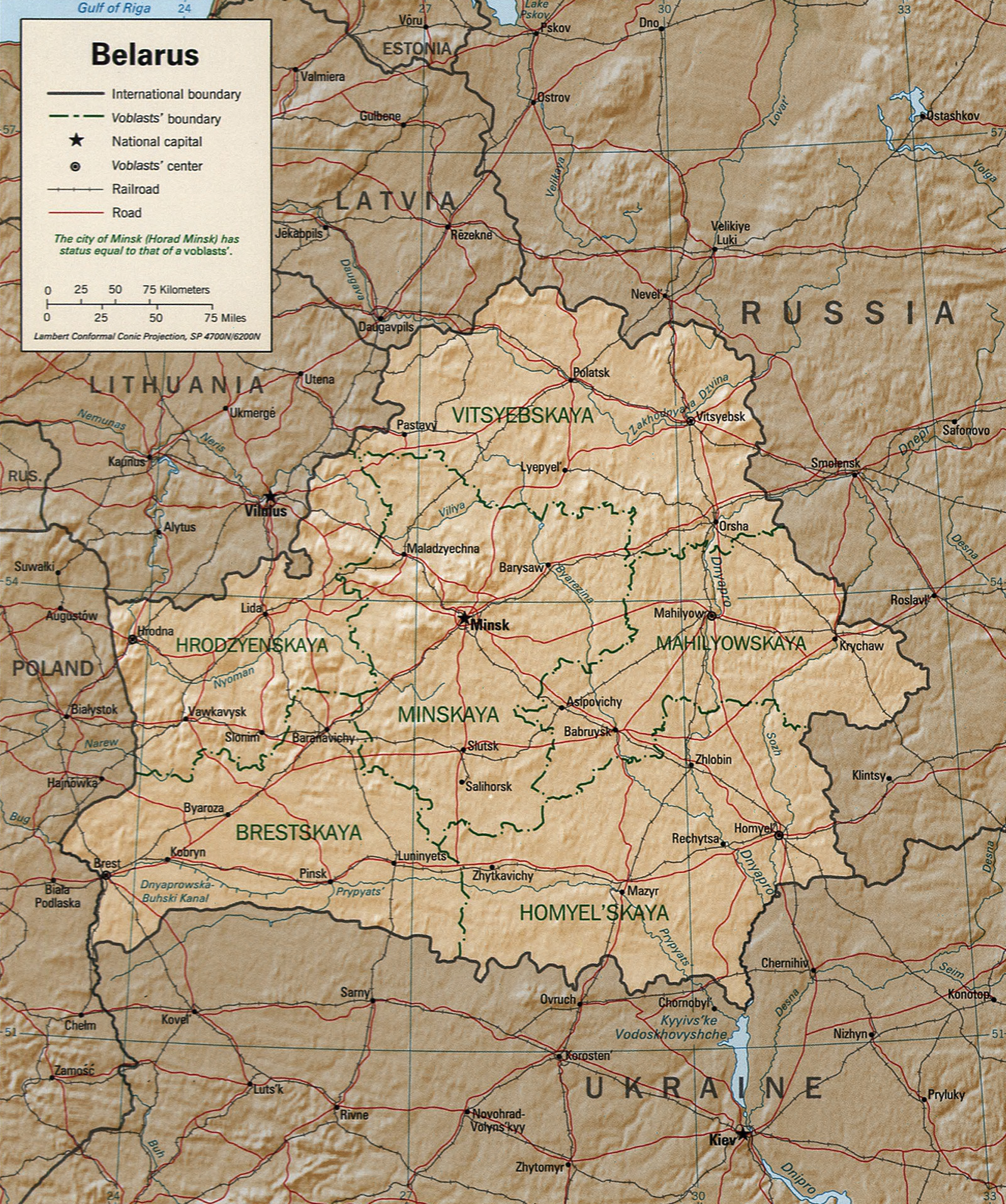
Mapa Białorusi (1997 rok)

Historia Białorusi – obejmuje dzieje białoruskiego państwa, narodu oraz ziem wchodzących dziś w skład Republiki Białorusi od czasów pierwszych migracji słowiańskich na te ziemie po XXI wiek.

## Prehistoria ziem białoruskich

Zasięg kultury miłogradzkiej

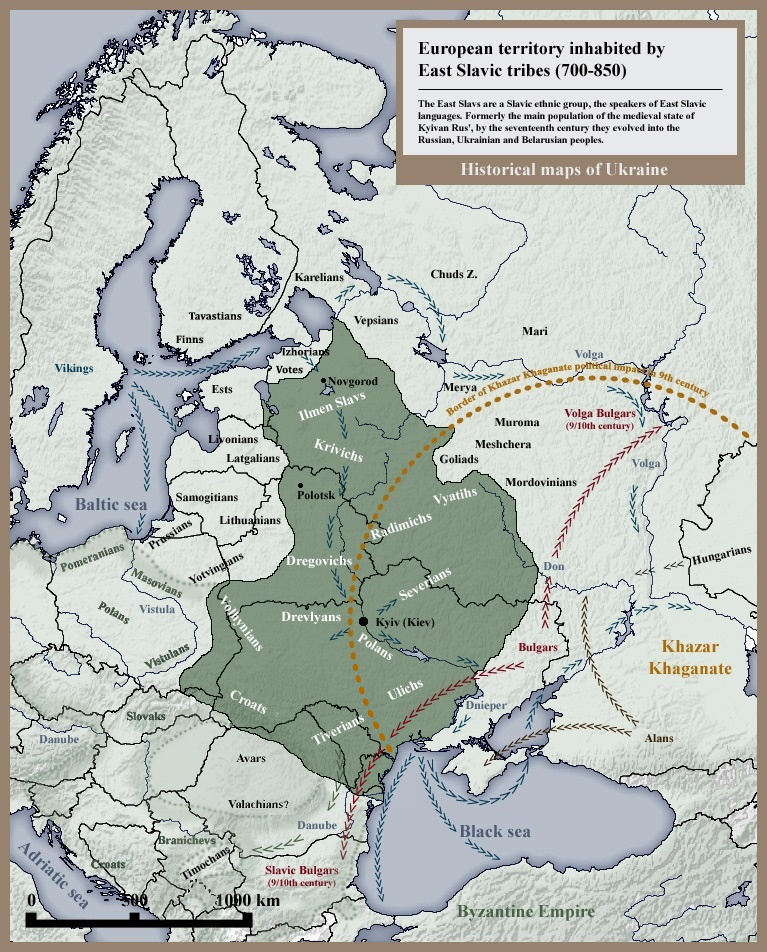
Słowianie wschodni w VIII–IX wieku

Na ziemiach dzisiejszej Białorusi człowiek pojawił się w środkowym paleolicie. W schyłkowym jego okresie ludność zakładała siedziby w pobliżu rzek. Ich pozostałości odkryto w pobliżu Berdyża nad Sożem i Jurewicz nad Prypecią. W pierwszej lokalizacji odnaleziono pozostałości po trzech domostwach o powierzchni 4,5×3,5 m, 4,5×4,6 m oraz 11×5,2 m. Ich klepiska znajdowały się kilkadziesiąt centymetrów poniżej poziomu gruntu. Obok jednego z domostw odkryto kości zwierząt, w tym mamuta. Ludność paleolityczna zajmowała się zbieractwem i łowiectwem. Polowano na mamuty, jelenie, dziki, tury, wilki, konie i zające, łowiono także ryby i ptaki. Znaleziono rysunki, ukazujące zarówno sceny z polowań, jak i życia codziennego. W kulcie dużą wagę przywiązywano do zjawisk przyrodniczych. Z czasem system wierzeń wzbogacił o kult przodków: znalezione groby zawierały szczątki zmarłych w pozycji śpiącej na boku lub z podkurczonymi nogami w otoczeniu przedmiotów codziennego użytku. Miejsca pochówku przykryte były kośćmi mamutów. Pod koniec paleolitu nastąpił wzrost liczby ludności, czego skutkiem były migracje i osiedlanie się wzdłuż rzek Dniepru, Soży, Dzisny i Prypeci.
Na przełomie V i IV tysiąclecia p.n.e. na ziemiach białoruskich rozpoczęła się epoka neolityczna. Przez prawie dwa tysiąclecia trwał proces kolonizacji i osiedlania się ludności na obszarach dzisiejszej Białorusi, o czym świadczy odkrycie około pół tysiąca osad, zlokalizowanych przeważnie nad rzekami i jeziorami. W obrębie jednej osady znajdowało się kilka domostw, położonych w odległości kilkudziesięciu metrów od siebie. W neolicie nastąpił rozwój rolnictwa i rzemiosła, w którym na szeroką skalę wykorzystywano drewno i glinę. Społeczeństwo neolityczne składało się z kilku grup plemiennych, a ich nazwy określa się na podstawie cech charakterystycznych, ustalonych w wyniku badań archeologicznych. Plemię dzieliło się na rody, w których główną rolę odgrywały kobiety, zajmujące się prowadzeniem domu i uprawą roli.
Epoka brązu rozpoczęła się na Białorusi w drugiej połowie III tysiąclecia p.n.e. Na terenach białoruskich nie odkryto pozostałości po produkcji wyrobów z brązu i miedzi. Nieliczne znalezione narzędzia pracy i ozdoby datowane są na II i I tysiąclecia p.n.e. Ludność należała do kręgu kultury ceramiki sznurowej. Zmarłych chowano na dwa sposoby: palenie i grzebanie. Na podstawie badań kurhanu w pobliżu wsi Chodasawiczy zrekonstruowano obrzęd pogrzebowy: na placu rozpalano ognisko i wykopywano dół, do którego wsypywano popiół i umieszczano zwłoki w pozycji na boku. Niekiedy ciało zmarłego malowano. Do grobu wkładano przedmioty życia codziennego, narzędzia pracy, broń i pokarm. Wyposażenie grobu zależało od płci i statusu społecznego (bogatsze były pochówki mężczyzn i wodzów). Nad mogiłami wznoszono drewnianą konstrukcję dachową. Na kilku takich grobach niekiedy usypywano kurhan o wysokości od 0,45 do 3 m. Rozwinęło się budownictwo. Budynki na palach odkryto nad jeziorami Uła i Wejna.
Wczesna epoka żelaza trwała na ziemiach białoruskich od drugiej połowy II tysiąclecia p.n.e. do VIII–VII wieku p.n.e. Obecność złóż rudy żelaza przyczyniło się do rozwoju produkcji wyrobów żelaznych we wszystkich osadach z tego okresu. Wykorzystywano do niej niewielkie obłożone gliną piece i węgiel drzewny. Powietrze, wtłaczane do pieców hutniczych przy pomocy miechów kowalskich, rozgrzewało jego zawartość do 900°, wskutek czego metal spływał na dno pieca. Dzięki żelaznym narzędziom pracy usprawniono rolnictwo. Nowe połacie ziemi pozyskiwano metodą wyrąbywania żelaznym toporem lasów i wypalania drzew, co użyźniało ziemię. Glebę spulchniano motykami, obsiewano i bronowano. Zanim ziemia wyjałowiała się (2–3 lata), tą samą metodą przygotowywano następne pole, poprzednie zaś porzucano. Zmalało znaczenie polowania, gdyż rozwinęła się hodowla krów, kóz, koni, świń i owiec. Zmienił się ustrój społeczeństwa: matriarchat ustąpił przed patriarchatem. Zanikała wspólnota pierwotna, jej miejsce zajmował ustrój plemienny. Wielkie rody rozpadały się. Społeczeństwo dzieliło się na samowystarczalne wielkie rodziny, składające się z kilkudziesięciu członków. Ponieważ rozwój rolnictwa umożliwił magazynowanie żywności, pojawiło się pojęcie własności. Potrzeba obrony dóbr spowodowały powstanie w VI–V wieku p.n.e. pierwszych grodów obronnych i wyłonienia klasy wojowników. Ich zgromadzenia zyskały najwyższą władzę, toteż rozwinęła się demokracja wojenna. Stan posiadania i toczone wojny przyczyniły się do rozwarstwienia społeczeństwa. Pojawiło się niewolnictwo. Ewolucja społeczeństwa najwcześniej rozpoczęła się na południu i północy Białorusi, gdzie przebiegały główne szlaki wodne: Dniepr, Prypeć, Berezyna, Niemen i Dźwina, i była uwarunkowana położeniem geograficznym ziem dzisiejszej Białorusi, sąsiadujących od południa z wojowniczymi Scytami i Sarmatami, zaś od północy z ludnością skandynawską.
W epoce żelaza rozwinęły się dwie kultury archeologiczne: miłogradzka i zarubiniecka. Pierwsza, datowana na VII–I wiek p.n.e., obejmowała swoim zakresem dzisiejszy obwód homelski i częściowo obwody miński, brzeski i mohylewski. Osadnictwo kultury miłogradzkiej skupiało się w dorzeczach Dniepru i Prypeci, przy czym nad Dnieprem było bardziej gęste niż nad bagnistą Prypecią, gdzie osady wznoszono na pagórkach. Pod koniec I tysiąclecia tereny białoruskie znalazły się pod wpływem kultury zarubinieckiej. Podstawą gospodarki społeczeństw tych kultur były rolnictwo i hodowla, ludność utrzymywała także stosunki handlowe z południowymi i południowo-zachodnimi sąsiadami.
Wierzenia ludności prehistorycznej, zamieszkałej na terenach białoruskich, wpisują się w ogólne wyobrażenie nauki o systemie wierzeń ówczesnych społeczeństw. Czczono słońce i księżyc. Przejawem tego kultu są późniejsze ornamenty ludowe. Dla ochrony przed siłami natury używano amuletów z kłów dzikich zwierząt: niedźwiedzi, wilków, dzików i bobrów. Odkryte figurki byków i koni świadczą o kulcie zwierząt. Wierzono w dobre i złe duchy, którym składano ofiary. Istniał kult przodków, wyrażany umieszczaniem w pobliżu pochówków idoli i odprawianiem przed nimi obrzędów.
Przypuszczalnie początkowo Bałtowie i Słowianie stanowili jedną bałto-słowiańską wspólnotę językową i w I tysiącleciu p.n.e. stworzyli kulturę ceramiki kreskowej (być może i kołoczyńską). W pierwszej połowie I tysiąclecia Bałtowie znad górnego Dniepru, Sożu i Berezyny ruszyli nad Bałtyk. W ślad za nimi na zachód posuwały się plemiona słowiańskie, które osiadły na ziemiach białoruskich w drugiej połowie I tysiąclecia. Niemniej pierwsze historyczne wzmianki o nich pojawiły się w źródłach pisanych w X wieku. Konstantyn VII Porfirogeneta wspominał o Krywiczach, Dregowiczach, Siewierzanach i Drewlanach.

## Osadnictwo plemienne
W drugiej połowie I tysiąclecia na ziemie białoruskie zaczęły napływać plemiona słowiańskie, tworząc początkowo niewielkie enklawy na obszarach, zamieszkałych przez plemiona bałtyckie. Prawdopodobnie około VI wieku, na południowe tereny dzisiejszej Białorusi przywędrowały plemiona Dregowiczów. Po osiedleniu się na północnym Polesiu rozpoczęli kolonizację drogą wodną wzdłuż Prypeci i jej dopływów, by w dalszym etapie swojej ekspansji dotrzeć aż do lewego brzegu Niemna. Wyraźne ślady archeologiczne bytności Dregowiczów na południowo-zachodnich obszarach Białorusi datowane są na IX–X wiek. W górnym dorzeczu Dniepru nad górną Dźwiną i górną Berezyną od VI wieku osiedlali się Krywicze, wypierając z tych terytoriów Bałtów i zatrzymując się w trakcie swej ekspansji na prawym brzegu Niemna. Z czasem ukształtowała się granica pomiędzy Słowianami a Bałtami, która przebiegała wzdłuż linii grodów Merecz, Ejszyszki i Oszmiana, jeziora Świr aż po górną Dzisnę. W VI–VII wieku wzdłuż Sożu rozpoczęli swoją wędrówkę Radymicze, także wchłaniając w następnych dwóch stuleciach miejscowych Bałtów i osiedlając się między Dnieprem, Desną a Sożem.
Słowianie w trakcie swojej ekspansji na ziemiach białoruskich przyjmowali niektóre elementy kultury bałtyckiej, przejawiające się przede wszystkim w sposobie grzebania (np. kamienne kurhany nad Niemnem), oraz nazwy wód.

## Średniowiecze
W IX wieku na ziemiach białoruskich ukształtowały się stosunki feudalne. W miejsce wielkich związków plemiennych powstały księstwa, jak północne połockie i południowe turowskie. Wzrosło zagęszczenie grodów. Poza Połockiem i Turowem wśród najstarszych wymieniane są Nowogródek i Brześć.
Już w 862 roku kroniki wspominają o Połocku, dużym mieście, dorównującym pod względem zamożności Kijowowi i Nowogrodowi Pskowskiemu. W X wieku rozpoczęła się chrystianizacja Słowian, zakończona jednak później, bo dopiero w XV–XVI wieku. Zabytki piśmiennictwa świadczą, że do XIII wieku ukształtowały się podstawy języka białoruskiego, choć teza ta kwestionowana jest przez dużą część badaczy.

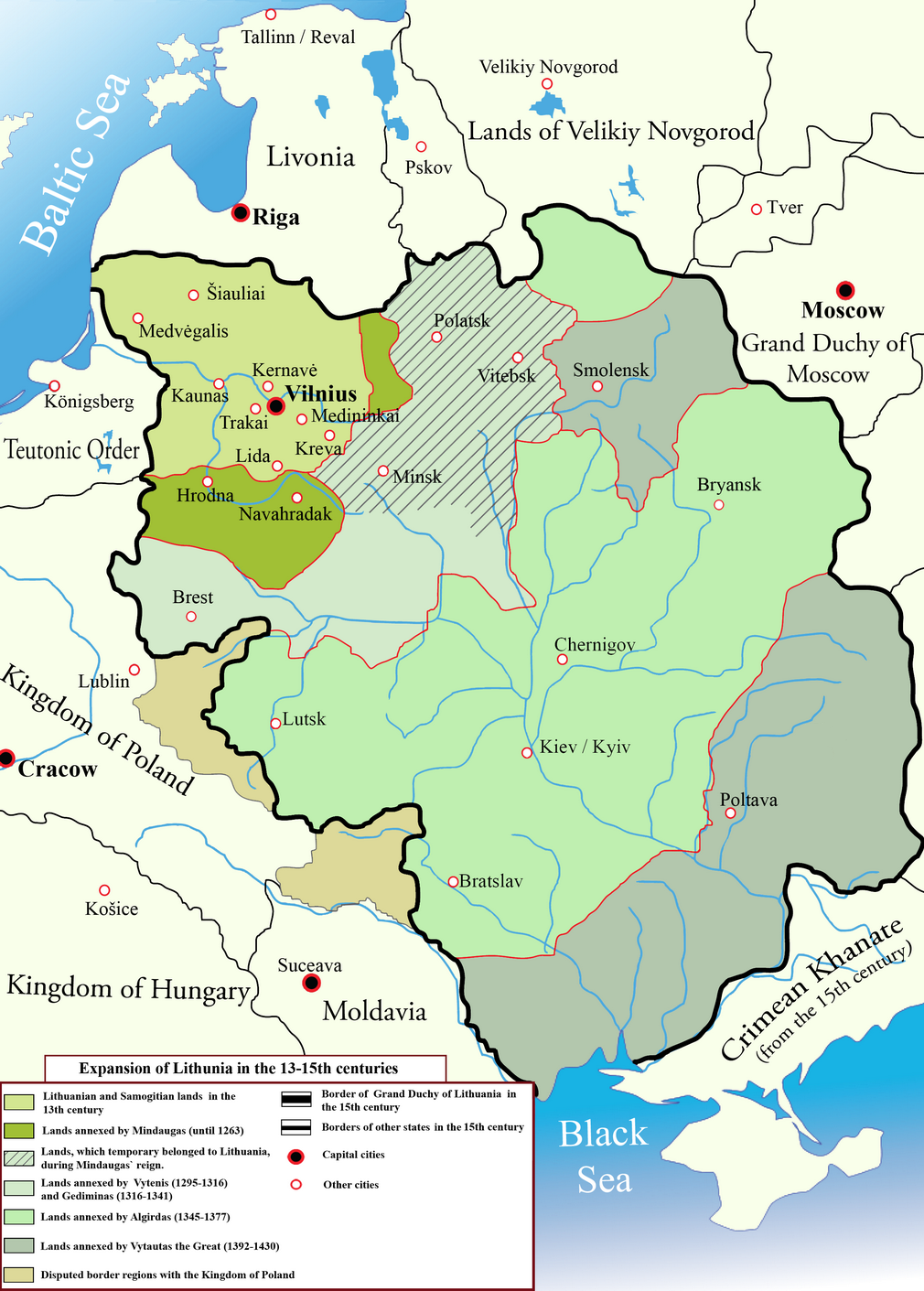
Wielkie Księstwo Litewskie w XIII–XV wieku

Przez kilkaset lat przodkowie dzisiejszych Białorusinów mieli swój udział w tworzeniu (wraz z Litwinami i Polakami) Wielkiego Księstwa Litewskiego – wbrew nazwie zamieszkanego w większości przez Słowian Wschodnich. Na państwo Witolda Wielkiego składały się m.in. takie ziemie jak Ruś Biała, Ruś Czarna („czarna”, bo „pogańska” – okolice Nowogródka). Wielkie Księstwo Litewskie sięgało od Bałtyku (Żmudź) aż po Morze Czarne (Półwysep Krymski z okolicami). Warto zwrócić uwagę, że w niektórych anglojęzycznych publikacjach Białoruś określa się słowem „Litva” zamiast tradycyjnego określenia „Belarus” lub budzącego skojarzenia raczej z carską Rosją niż krajem między Bugiem a Dnieprem „White Russia” („polska” Litwa zaś to po angielsku „Lithuania”) – ma to podkreślić historyczny związek Białorusi z tradycją Wielkiego Księstwa Litewskiego. Język ruski (niektórzy badacze mówią o „starobiałoruskim”) był do 1699 roku językiem urzędowym Wielkiego Księstwa Litewskiego.
W 1410 roku oddziały z „Białej Rusi” brały udział w wielkiej wojnie z zakonem krzyżackim.

## Nowożytność

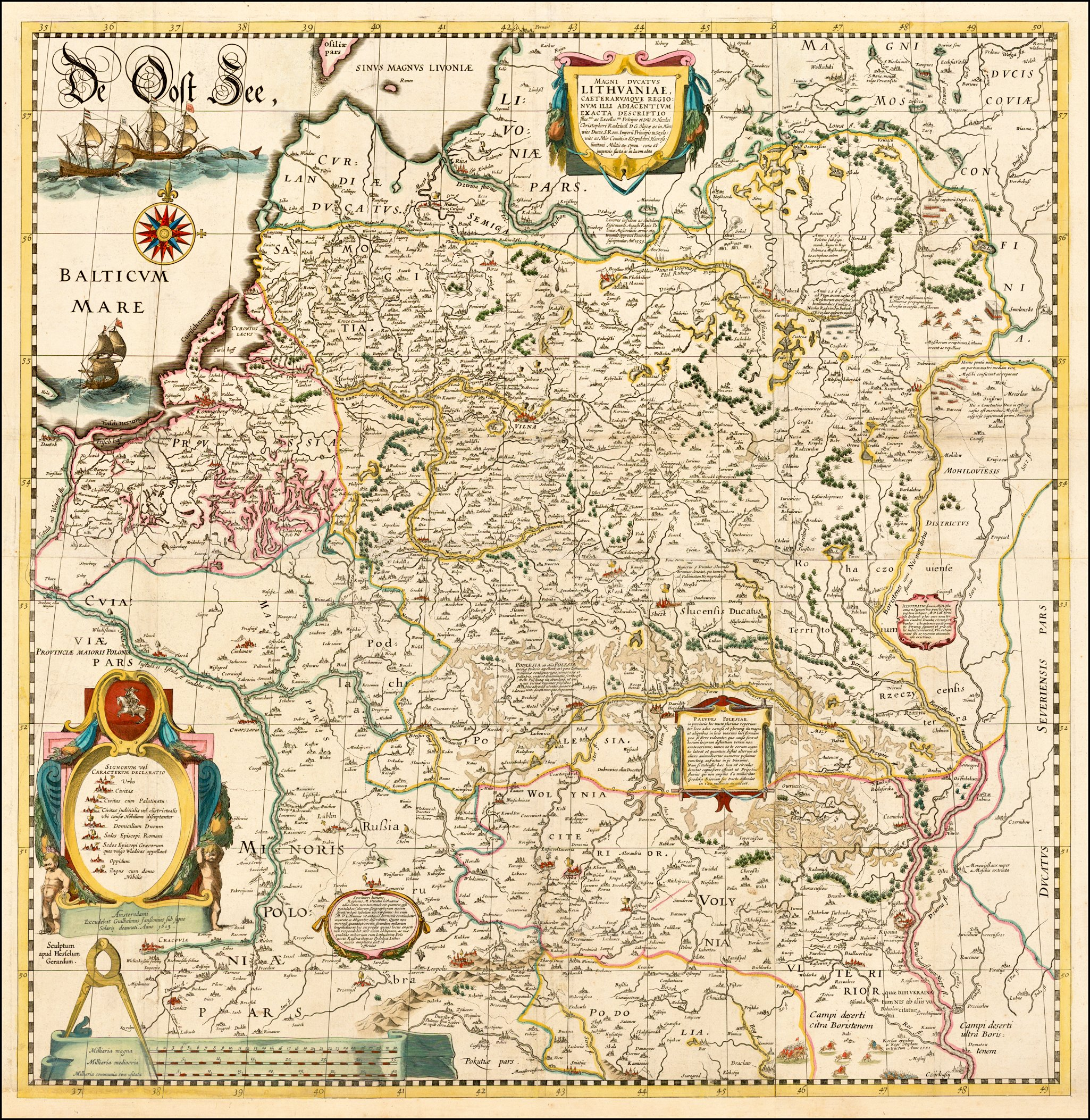
„Mapa radziwiłłowska” Wielkiego Księstwa Litewskiego, rys. Tomasz Makowski, wyd. Willem Blaeu, 1613

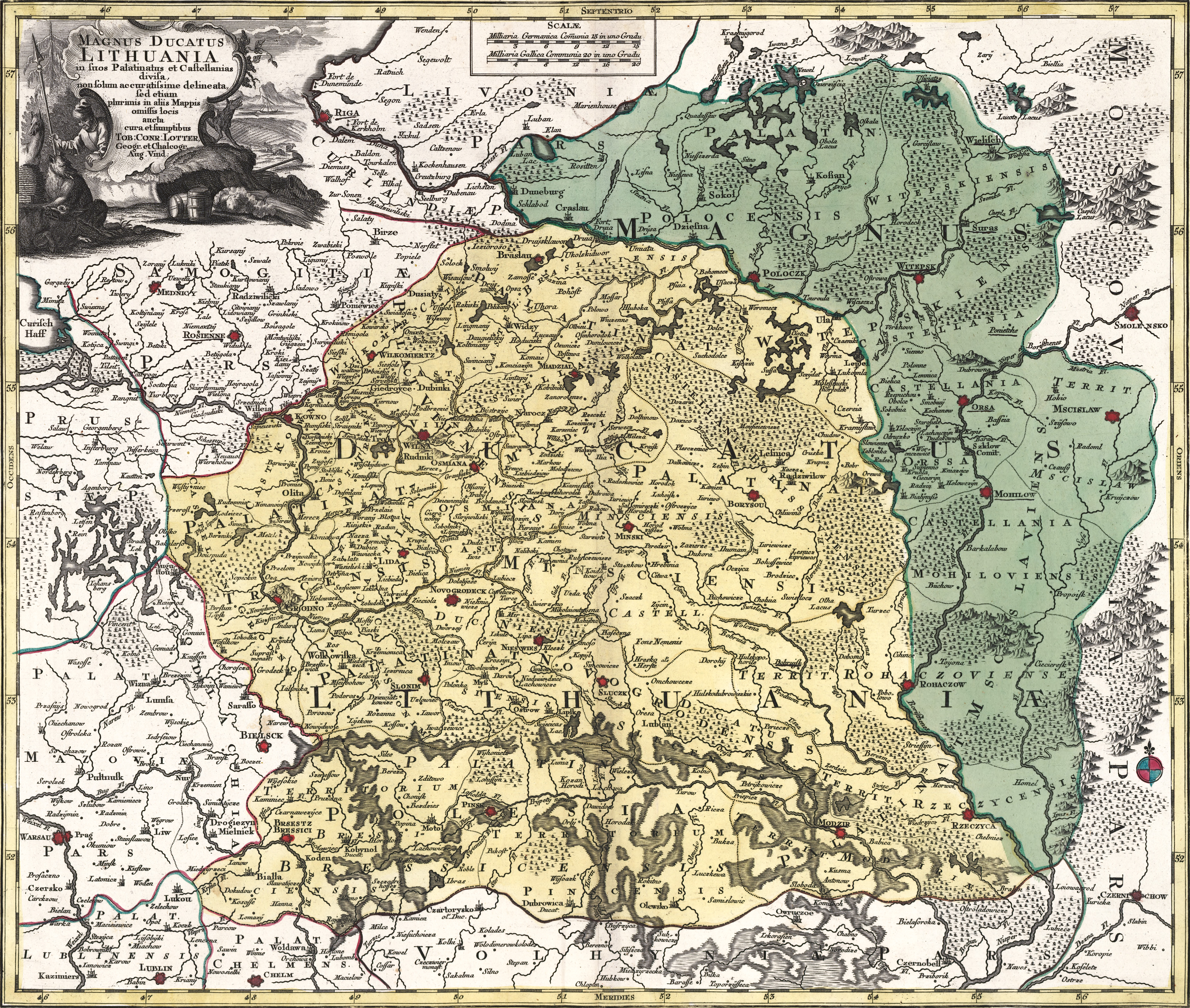
Mapa Wielkiego Księstwa Litewskiego po I rozbiorze, rys. Tobias Lotter, 1780

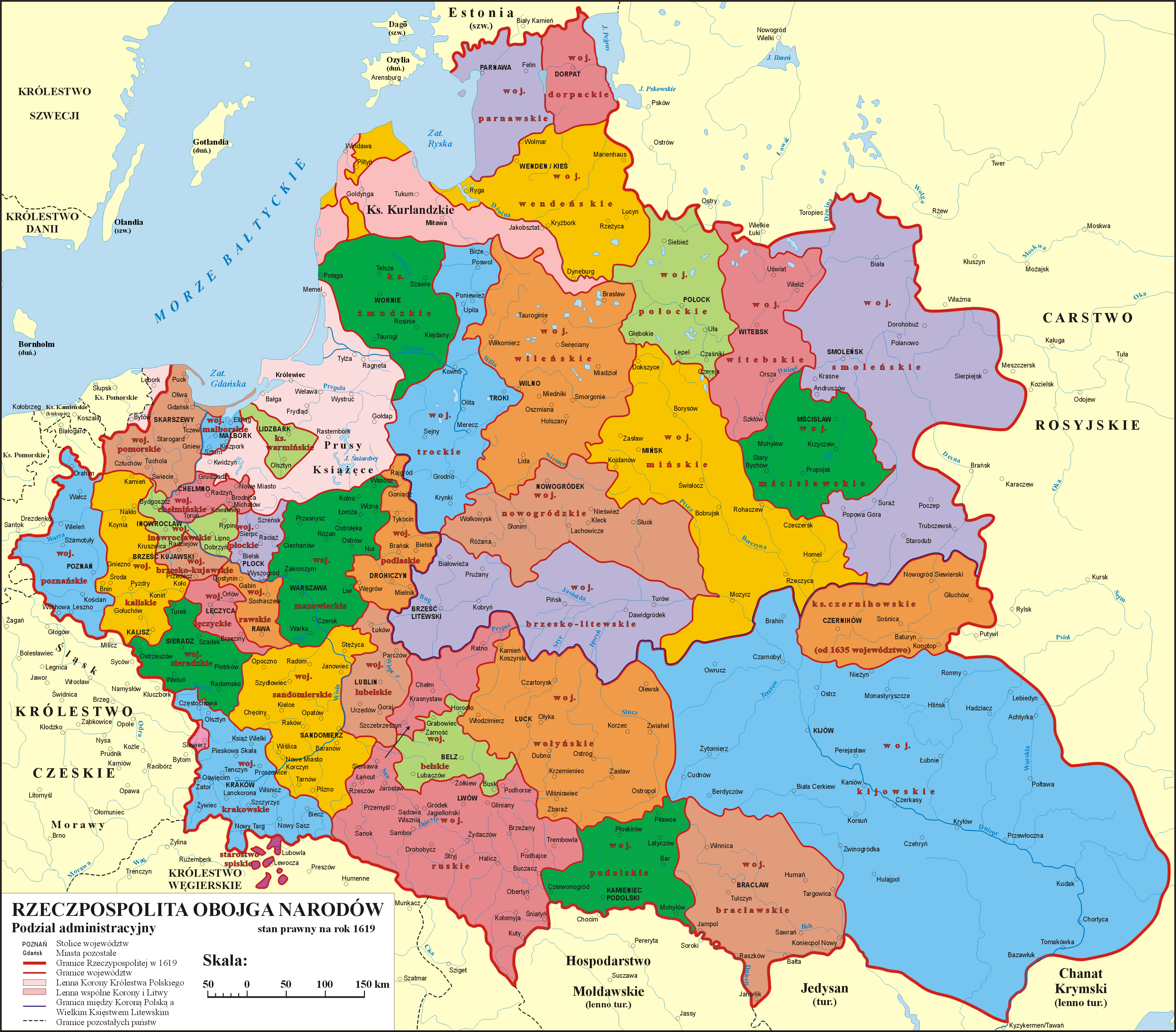
Rzeczpospolita Obojga Narodów około roku 1619

W wyniku unii lubelskiej z 1569 roku powstało wspólne państwo polsko-litewskie, którego Białoruś byłą częścią aż do 1795 roku. Tereny białoruskie wraz z Litwą etnograficzną składały się na Wielkie Księstwo Litewskie, które posiadało niezależną od Korony armię, skarbowość oraz część ważniejszych urzędów (hetman, kanclerz). Na Białorusi obradowały sejmy Rzeczypospolitej oraz mieścił się Trybunał Główny Wielkiego Księstwa Litewskiego z siedzibami w Grodnie i Mińsku. To tutaj na tzw. sejmie grodzieńskim w 1793 roku pod dyktatem rosyjskim zatwierdzono II rozbiór Polski oraz uchwalono tzw. prawa kardynalne Rzeczypospolitej.

## Panowanie rosyjskie

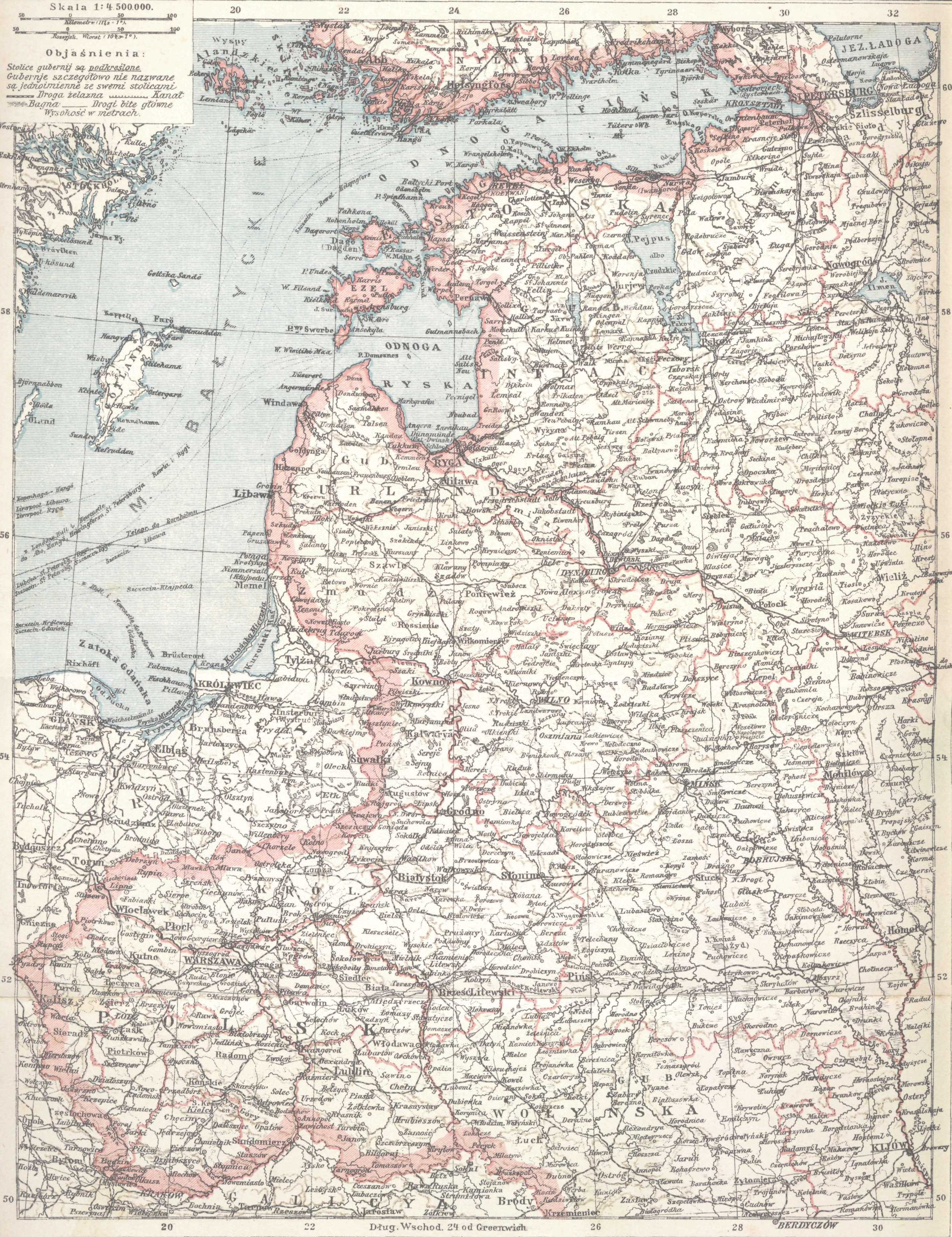
Królestwo Kongresowe i zachodnie gubernie rosyjskie w 1902 roku

W konsekwencji rozbiorów Rzeczypospolitej Obojga Narodów tereny białoruskie zaczęły stopniowo przechodzić pod władanie Imperium Rosyjskiego. W 1772 roku odłączono od Rzeczypospolitej wschodnie połacie jej ziem: Inflanty Polskie oraz województwa: witebskie, połockie i mohylewskie, zamienione wkrótce na gubernię pskowską i białoruską. Po 1793 roku Wielkie Księstwo Litewskie straciło tereny centralnej Białorusi z Mińskiem, Nieświeżem, Bobrujskiem i wschodnim Polesiem, na których to terenach carowie kazali utworzyć gubernię mińską. Po ostatecznej likwidacji państwowości polskiej całe terytorium współczesnej Białorusi znalazło się w rękach Romanowów. Tłumiono wówczas wszelkie oznaki niezależności Białorusinów – zaczynając od języka (pisanego wówczas w alfabecie łacińskim) poprzez likwidację unii na ziemiach zabranych, aż po odbieranie majątków szlachcie białoruskiej. Pod carskim władaniem terytorium współczesnej Białorusi zostało podzielone na gubernie: mińską, mohylewską, witebską, grodzieńską z obwodem białostockim oraz wileńską. Poza gubernią wileńską oraz obwodem białostockim, w pozostałych guberniach Białorusini stanowili zdecydowaną większość mieszkańców. Wielu Białorusinów zamieszkiwało także gubernię smoleńską. Pod względem wyznaniowym byli w większości prawosławni, choć u progu XX wieku co czwarty Białorusin przyznawał się do katolicyzmu. Białorusini wzięli udział w polskich powstaniach: listopadowym i styczniowym. Główni działacze polityczni, tacy jak Konstanty Kalinowski i Zygmunt Sierakowski opowiadali się za wskrzeszeniem unii polsko-litewskiej z dużą autonomią Białorusi w jej ramach. Za działalność patriotyczną spotykały ich represje ze strony carów (Sierakowski został powieszony w 1863, a Kalinowski w 1865 roku).
Koniec XIX wieku i początek XX to okres, w którym kształtuje się elita kulturalna i polityczna rozpowszechniająca ideę narodu białoruskiego. W 1902 roku Wacław Iwanowski powołuje Białoruską Partię Rewolucyjną, a rok później bracia Iwan i Anton Łuckiewiczowie powołują Białoruską Rewolucyjną Hromadę, przemianowaną rok później na Białoruską Socjalistyczną Hramadę. Pierwsza legalna gazeta białoruska pod nazwą Nasza Dola wychodzi 1 września 1906 roku i jest nieoficjalnym pismem BSH. Zaś w latach 1906–1915 wychodzi po upadku Naszej Doli tygodnik Nasza Niwa skupiający białoruskich literatów, publicystów i działaczy.

## I wojna światowa
Po wybuchu I wojny światowej zachodnia część terytorium współczesnej Białorusi od 1915. znalazła się pod okupacją niemiecką. Na reszcie obszaru Białorusi pozostającego pod kontrolą Rosji miały miejsce procesy powodowane wydarzeniami rewolucyjnymi lutego oraz października 1917. Odbyły się wybory do Konstytuanty Rosji, ale po zawarciu przez rząd bolszewicki Rosji traktatu brzeskiego z Niemcami 3 marca 1918 całe terytorium Białorusi zostało okupowane przez Niemcy. Na tym terenie 25 marca 1918 roku Białoruś po raz pierwszy w historii ogłosiła formalnie niepodległe państwo, Białoruską Republikę Ludową (BRL), ale wówczas nie posiadające własnej armii, policji, sądownictwa, finansów (nie było na to zgody ze strony Niemiec, jak i formalnego uznania z ich strony). Po kapitulacji Niemiec, wraz z opuszczaniem Białorusi przez wojska niemieckie, BRL przestała istnieć. W styczniu 1919 roku sowiecka Armia Czerwona zajęła utracone w wyniku pokoju brzeskiego ziemie białoruskie. Wtedy też utworzono po raz pierwszy Białoruską Socjalistyczną Republikę Radziecką (BSRR), de iure twór niezależny, de facto uzależniony pod każdym względem od Rosji Radzieckiej. Chłopi białoruscy z jednej strony obawiali się chaosu kojarzonego z rzadami bolszewików z drugiej jednak wiązali z nimi nadzieje dotyczące parcelacji majątków ziemskich. Duża część miejscowej ludności udzieliła poparcia bolszewickim komitetom wojskowo - rewolucyjnym.

## Białoruś w granicach II Rzeczypospolitej
W wyniku wybuchu wojny polsko-bolszewickiej pojawiła się szansa na realizację koncepcji federacyjnej lansowanej przez Józefa Piłsudskiego (międzymorze). Z próbą realizacji tej wizji na obszarze Białorusi łączy się postać Stanisława Bułaka-Bałachowicza, który podczas zmagań wojennych nawiązał kontakt z Naczelnym Dowództwem Wojska Polskiego i oddał swój oddział do dyspozycji. Wojska podległe generałowi określano jako Ochotniczą Sprzymierzoną Armię. Już po podpisaniu rozejmu armia gen. Stanisława Bułak-Bałachowicza od 5 listopada 1920 roku prowadziła samodzielne działania bojowe na obszarze Białorusi zajętym przez bolszewików, zdobywając Mozyrz. W mieście tym ogłoszono niepodległość Białorusi i powołano rząd Republiki Białoruskiej, lecz po kilku dniach i kontrofensywie oddziałów bolszewickich, armia gen. Bułaka-Bałachowicza została zmuszona do wycofania się do Polski, gdzie została internowana.
Na mocy pokoju ryskiego tereny obecnej Białorusi podzielone zostały między Polskę a Rosję Radziecką. Ze strony polskiej większość negocjatorów była pod wpływem koncepcji endeckich, które przeczyły wizjom tworzenia federacji. Rzeczpospolita otrzymała w przybliżeniu tereny na zachód od granicy II rozbioru (z niewielką korektą na korzyść Polski w postaci Pińska i Nieświeża), na których utworzono województwa białostockie, nowogródzkie, poleskie oraz wileńskie. Do większych miast tego obszaru (skądinąd bardzo słabo zurbanizowanego) zalicza się Grodno i Brześć.
Według wyników spisu powszechnego z 1931 roku 990 tys. obywateli II RP podało język białoruski jako ojczysty, a na Polesiu 700 tys. – język „tutejszy”. Wśród ludności białoruskiej w II RP 77,6 procent stanowili analfabeci. Do inteligencji zaliczało się 0,17 procent ludności.
Powszechnie stosowaną przez włościan białoruskich formą walki z „polskim porządkiem” było wywoływanie pożarów. Ich pastwą padło wiele wsi, miasteczek i obiektów przemysłowych. Z raportów MSW jeszcze z przełomu 1925/1926 r. wynika, że władze polskie nie były w stanie skutecznie przeciwdziałać aktom dywersyjnym.
Białoruska Włościańsko-Robotnicza „Hromada” była pierwszą partią polityczną, której program rozpowszechnił się wśród białoruskich chłopów i robotników. Poza postulatem zjednoczenia wszystkich ziem białoruskich w jedną republikę nacisk programowy położono głównie na aspekty społeczne: konieczność reformy rolnej bez odszkodowań, zniesienie osadnictwa wojskowego, melioracja błot czy kwestia używania języka białoruskiego w urzędach. „Hromada” liczyła ok. 100 tys. członków. Nie była przybudówką Komunistycznej Partii Zachodniej Białorusi, choć istniały ścisłe kontakty między działaczami obu partii. W 1927 roku „Hromada” została zdelegalizowana przez władze sanacyjne. Po jej delegalizacji założone zostało ugrupowanie „Zmahańnie za Interesy Włościan i Robotników”, które skupiło w swych szeregach większość byłych członków „Hromady” i prezentowało podobny program. W 1928 roku wzięło udział w wyborach parlamentarnych, tworząc później w Sejmie klub poselski. Partię tę władze sanacyjne rozwiązały w 1930 roku. Wielu jej członków przeszło w szeregi nielegalnej Komunistycznej Partii Zachodniej Białorusi, wchodzącej w skład ogólnopolskiej KPP. KPZB była organizacją, odnoszącą największe sukcesy na Białostocczyźnie. W Polsce międzywojennej odbyło się wiele procesów politycznych, w których oskarżonymi byli członkowie tej partii. Do tych, które znalazły największy oddźwięk społeczny należał tzw. „proces 133”, przeprowadzony w 1928 roku. KPZB próbowała brać udział w wyborach samorządowych, ale jej listy były unieważniane przez władze, a aktywni działacze aresztowani.
Władze polskie starały się nie dopuścić również do rozszerzenia białoruskiego ruchu spółdzielczego, również dopatrując się w nim wpływów komunistycznych. W rezultacie obostrzeń stwarzanych przez polskie władze w roku 1939 istniały tylko trzy spółdzielnie białoruskie. Władze sanacyjne zlikwidowały w 1937 roku Towarzystwo Szkoły Białoruskiej – największą organizację samorządową ludności białoruskiej, oskarżając ją o „infiltrację komunistyczną”. Stopniowo likwidowano w II RP białoruskie szkolnictwo. O ile w roku szkolnym 1918/1919 istniało 346 szkół białoruskich, to w 1937 roku zostało tylko 5 szkół powszechnych białorusko-polskich, 44 szkoły, w których wykładano białoruski jako jeden z przedmiotów i jedno gimnazjum białoruskie. W końcu lat trzydziestych władze sanacyjne rozwiązały bądź zawiesiły działalność wielu organizacji białoruskich w tym najważniejszych: Białoruskiego Instytutu Gospodarki i Kultury (styczeń 1937 r.), Białoruskiego Komitetu Narodowego (styczeń 1938 r.) i sparaliżowały działalność Białoruskiego Zjednoczenia Ludowego, zamykając pismo „Biełaruskaja Krynica”. Powodem było zawarcie w statutach tych organizacji postulatu zjednoczenia narodu białoruskiego.
Dużym echem wśród prawosławnych w większości Białorusinów odbiła się akcja podjęta z inspiracji wojskowych władz sanacyjnych, zakładająca zburzenie latem 1938 roku 127 „zbędnych” prawosławnych obiektów sakralnych (w szczególności na terenie Chełmszczyzny). Stanisław Mackiewicz-Cat tak komentował tę akcję: „Burzenie świątyń prawosławnych to jeszcze jeden dowód, że rządzą nami ludzie nie dorośli do rządzenia(…).”. 30 marca 1938 roku Rada miejska w Białymstoku podjęła uchwałę o zburzeniu niedokończonej cerkwi na placu Wolności (przeciwko głosowali radni Bundu i PPS).
W 1939 roku wojewoda białostocki w następujący sposób oceniał wyniki polityki polonizacyjnej wobec Białorusinów: „Element polski nie potrafił dotychczas nie tylko porwać za sobą, ale nawet związać wsi białoruskiej przez wciągnięcie jej do wspólnych organizacji społecznych, politycznych czy gospodarczych. Żądaliśmy jedynie aby mniejszość ta myślała po polsku nic w zamian nie dając (…). Chcąc ten proces przyśpieszyć musimy wieś białoruską podbić kulturalnie.”, a dowódca Okręgu Korpusu nr IX gen. Jarnuszkiewicz stwierdzał: „Nie wystarczy to, że ktoś uważa się za Polaka, a pozostaje prawosławny. Na kresach synonim polskości to katolicyzm.”.
Przed wybuchem wojny nastawienie ludności białoruskiej tak opisywało pismo „Biełaruskij Front”: „Ludność białoruska oczekuje jakichkolwiek zmian (…) filozofią mas chłopskich jest: nic nie mówić, nic nie wiedzieć, nic nie robić. Głodni, obdarci, niepiśmienni chłopi nie są zainteresowani żadnymi działaniami politycznymi ani społecznymi. Pójdą z entuzjazmem za każdym, kto obieca im chleb i więcej ziemi, by produkować chleb.”.

## Białoruś radziecka
Po radzieckiej stronie kordonu reaktywowano Białoruską Socjalistyczną Republikę Radziecką (BSRR), ograniczoną terytorialnie od wschodu do okolic Mińska, Bobrujska i Borysowa. Dopiero w latach 1924 i 1926 zdecydowano się dołączyć do republiki Połock, Witebsk, Homel i Mohylew (ziemie I rozbioru) zajmowane dotychczas przez RFSRR. Odmówiono jednak przyłączenia do Białorusi Smoleńszczyzny.
W latach dwudziestych, zgodnie z leninowską polityką narodowościową, mniejszości narodowe cieszyły się w Związku Radzieckim znaczną autonomią kulturalną i polityczną. Prowadzono politykę białorutenizacji. Jedynie 7% szkół posługiwało się rosyjskim jako językiem wykładowym. Wiele jednostek Armii Czerwonej stacjonujących na Białorusi zdecydowano przekształcić w czysto białoruskojęzyczne. Do Mińska powrócili z emigracji byli przywódcy Białoruskiej Republiki Ludowej z lat 1918–1923 m.in. premierzy rządu emigracyjnego Aleksander Ćwikiewicz i Wacłau Łastouski.
Na Białorusi obok języków białoruskiego oraz rosyjskiego funkcję języków urzędowych pełniły jidysz i polski. Do lat 30. kierownictwo polityczne radzieckiej Białorusi sprzeciwiało się tworzeniu okręgów autonomicznych dla mniejszości. Na początku lat 30. zmieniono w ZSRR politykę narodowościową, koncentrując się na zwalczaniu „miejscowych drobnoburżuazyjnych nacjonalizmów”, w tym białoruskiego. Samokrytykę złożyli m.in. Przewodniczący CKW BSRL Alaksandr Czarwiakou, przewodniczący Rady Komisarzy Ludowych Białorusi Jazep Adamowicz, pierwszy premier radzieckiego rządu białoruskiego Zmicier Żyłunowicz. Czołowego poetę Białorusi Janka Kupałę aresztowano. Przywódcom partyjnym Białorusi zarzucono kontynuację polityki rusyfikacji mniejszości polskiej, przejawiającą się m.in. w uznawaniu Polaków nieposługujących się językiem polskim za Białorusinów katolików. W 1932 roku utworzono tzw. Polski Rejon Narodowy im. Feliksa Dzierżyńskiego w Kojdanowie (obecnie Dzierżyńsk). Autonomia językowa i kulturalna została zlikwidowana w 1938 wraz z represyjną operacją polską NKWD.
W latach trzydziestych nastąpiły w BSRR kolektywizacja rolnictwa i liczne prześladowania lepiej sytuowanych chłopów („kułacy”), duchowieństwa i inteligencji, czego symbolem stała się miejscowość Kuropaty pod Mińskiem, oraz wszelkich prawdziwych i domniemanych przeciwnikach socjalizmu. Prześladowania nie ominęły też Żydów, Polaków, Rosjan oraz innych narodowości.

## Wcielenie przez ZSRR ziem II RP do BSRR

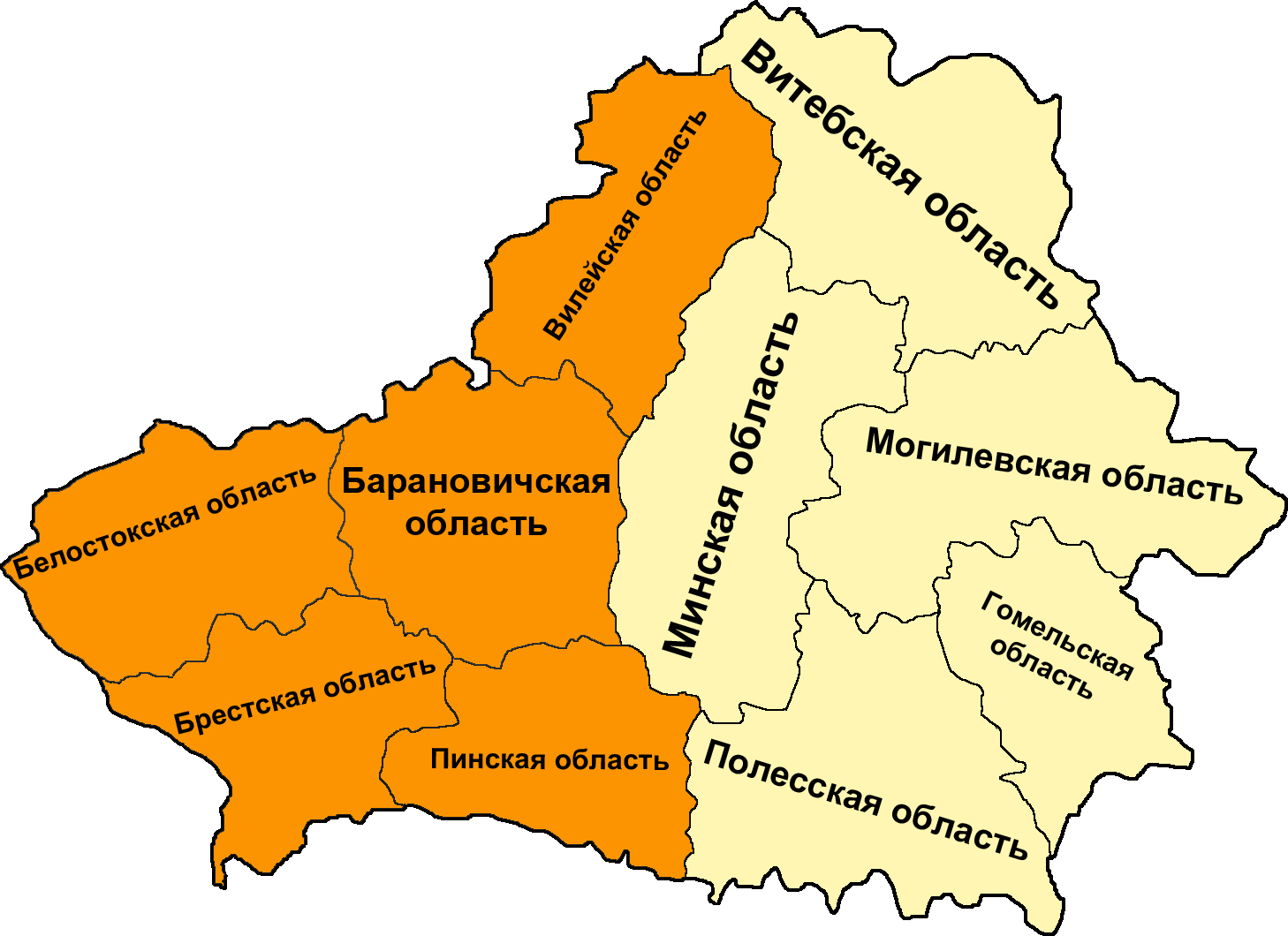
Ziemie II RP wcielone w 1939 roku do Białorusi

W rezultacie agresji radzieckiej na Polskę 17 września 1939 i wcielenia terenów między Bugiem a Zbruczem do ZSRR, częścią Białorusi stały się olbrzymie połacie ziem, na Polesiu w większości etnicznie białoruskich (skądinąd mieszkańcy tego bardzo słabo rozwiniętego obszaru uważali się raczej za „tutejszych”), ale czasem zupełnie nie zamieszkanych przez Białorusinów (centralna Wileńszczyzna, większość miast, jak np. Grodno, Białystok, Łomża, Lida) lub stanowiących istną mozaikę polsko-białoruską (grodzieńskie i nowogródzkie). Na tych terenach utworzono obwody: białostocki, baranowicki, piński, brzeski oraz wilejski. Wilna wbrew postulatom białoruskim nie udało się przyłączyć do BSSR, Józef Stalin osobiście zdecydował o scedowaniu miasta niepodległej jeszcze Litwie.
Liczba ziemian zabitych we wrześniu 1939 roku na ziemiach północno-wschodnich II RP (62 osoby) była większa niż ziemian zabitych na terenach zamieszkanych przez ludność ukraińską (23 osoby).
Polityka władz radzieckich w pierwszych tygodniach po 17 września 1939 roku wzbudzała zadowolenie szerokich mas społeczeństwa białoruskiego. Inteligencja odczuwała radość ze zjednoczenia wszystkich ziem białoruskich w ramach państwa radzieckiego (w styczniu 1940 roku reprezentujące grupy chadeckie pismo białoruskie „Krynica” pisało: „Wrześniowy rozgrom Polski dał możność Związkowi sowieckiemu wystąpić w roli obrońcy Zachodniej Białorusi i Ukrainy i tym samym naprawić niesprawiedliwości podziału Białorusi i Ukrainy sprzed dwudziestu laty. Białorusini i Ukraińcy z prawdziwym zachwytem spotkali ten pochód [zareagowali na tę kampanię] i brali w nim udział, bo cel jego był dobrze zrozumiany, bliski a nadto popularny: połączenie ziem białoruskich i ukraińskich było rozumiane jako historyczna sprawiedliwość i dawno oczekiwana konieczność.”.
Szczególnie dobre wrażenie wywoływała ówczesna polityka gospodarcza władz radzieckich. Jesienią 1939 roku przeprowadzono konfiskatę wielkiej własności ziemskiej, co ludność białoruska przyjęła jako akt dziejowej sprawiedliwości i wyrównanie krzywd.
Za rządów radzieckich społeczność białoruska doświadczyła awansu społecznego na niespotykaną wcześniej skalę. Białorusini zaczęli brać szeroki udział w fasadowym życiu społeczno-politycznym. Język białoruski obok rosyjskiego uzyskał status języka urzędowego. W styczniu 1940 roku zaczął funkcjonować nowy system szkolnictwa na wzór radzieckiego, ze zdecydowaną przewagą ilościową szkół białoruskich. Promowano naukę w języku białoruskim, a organy partyjne dostały zadanie „likwidowania lekceważącego stosunku do języka białoruskiego istniejącego w kręgach rządzących i środowiskach nacjonalistycznych byłej Polski oraz wśród części zacofanej ludności białoruskiej). Taka polityka spowodowała niespotykany wcześniej awans języka białoruskiego.
Późną jesienią 1939 roku odbyły się w BSRR tzw. wybory do rad narodowych. W ich wyniku do parlamentu sowieckiego wybrano z ziem białoruskich m.in. Stefana Jędrychowskiego, związanego przed wojną z lewicową grupą Żagary, głównie jednak byli to działacze białoruscy.
W grudniu 1939 roku władze radzieckie postanowiły o powołaniu w Białymstoku teatru białoruskiego oraz stworzeniu zespołu białoruskiej pieśni i tańca.
Pierwsze wywózki białoruskiej i polskiej inteligencji (w tym wielu duchownych) oraz ludności polskiej i żydowskiej nastąpiły już w lutym 1940 roku. Kolejne deportacje miały miejsce w kwietniu i czerwcu 1940 roku oraz na krótko przed agresją niemiecką w czerwcu 1941 roku. Oblicza się, że z ziem wcielonych do BSRR wysiedlono i skierowano na północ lub do Kazachstanu ok. 400 tys. mieszkańców choć historycy na podstawie dokumentów obliczyli na tyle deportacje z całych kresów wschodnich.

## Lata 1941–1944

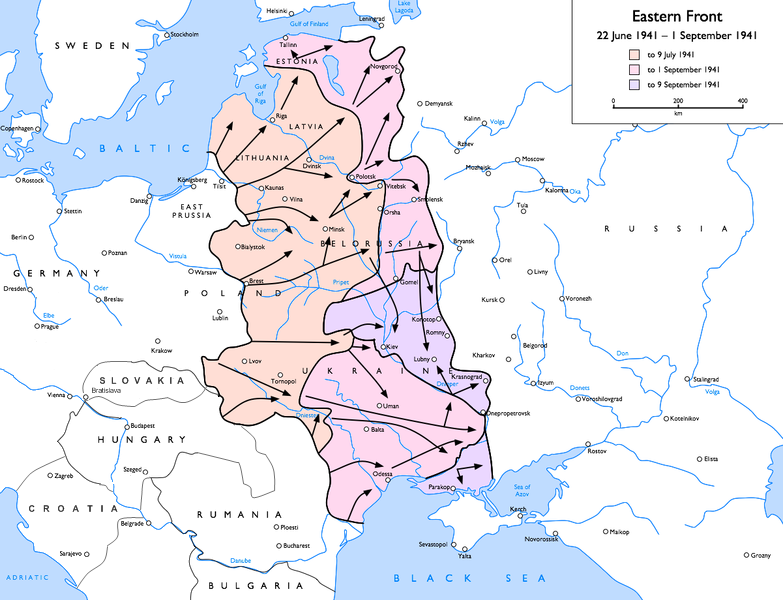
Działania na froncie wschodnim od czerwca do września 1941 roku

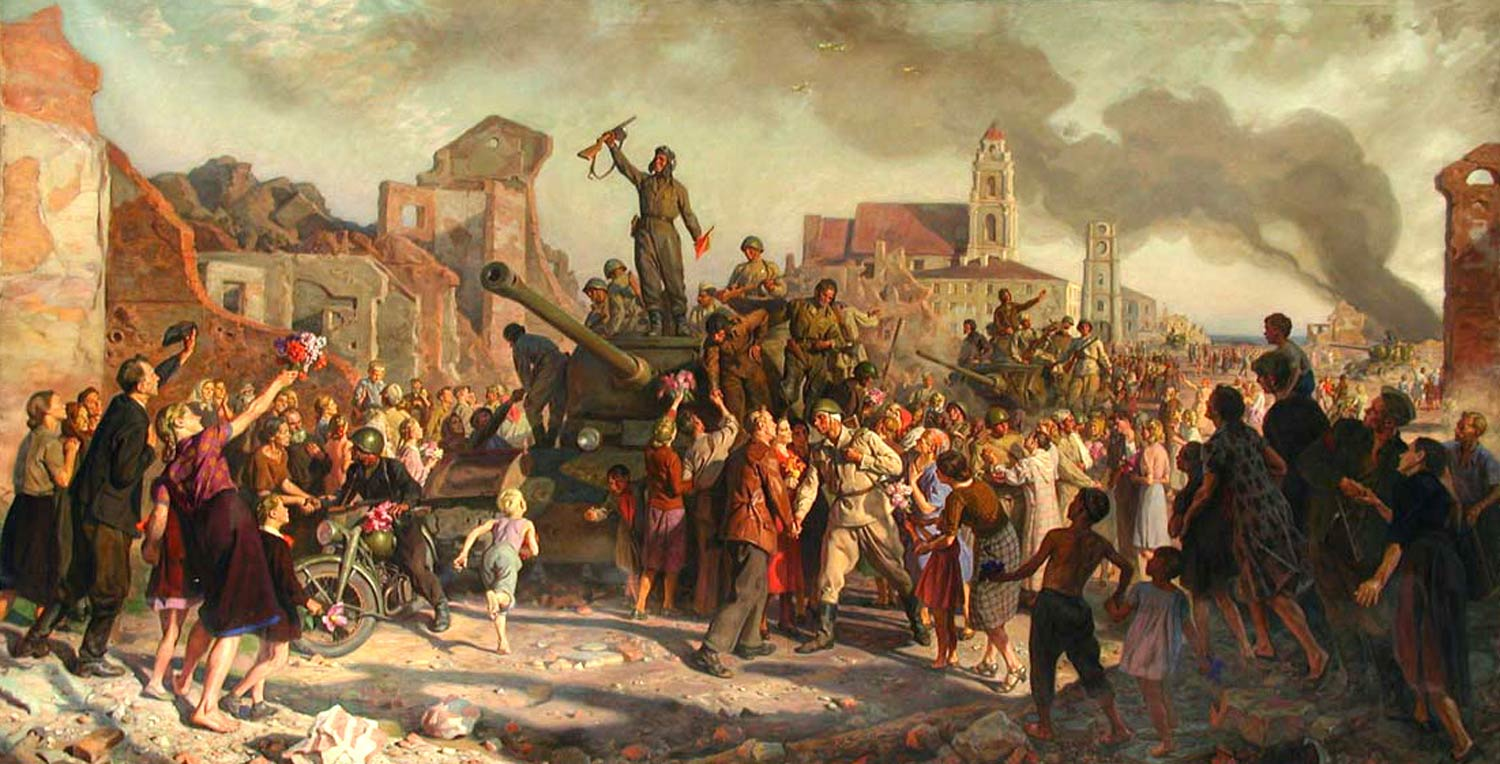
Waliancin Volkau, Mińsk. 3 lipca 1944 roku

W latach 1941–1944 Białoruś była okupowana przez wojska niemieckie. Prawie cały obszar wszedł w skład Komisariatu Rzeszy Wschód jako Generalny Okręg Białoruś. Południowe rejony obwodów brzeskiego, pińskiego, poleskiego i homelskiego przydzielono do Komisariatu Rzeszy Ukraina, północnozachodnie rejony obwodu brzeskiego i obwód białostocki pod zarząd gauleitera Prus Wschodnich jako Bezirk Bialystok, zaś część obwodu wilejskiego do Generalnego Okręgu Litwy.
Niemcy dokonywali masowych mordów na licznej na Białorusi ludności żydowskiej. W Mińsku, Białymstoku, Pińsku, Grodnie i w innych miastach powstały getta. Ciężkie straty zanotowano też wśród ludności polskiej i białoruskiej (Białoruś miała w czasie wojny jeden z największych współczynników ofiar – 25% mieszkańców).
Na terytorium Białorusi powstawały również obozy koncentracyjne, z których największym był obóz w Małym Trościeńcu (pod Mińskiem). Według ekspertów zginęło tam co najmniej 206 500 osób.
Na Białorusi  latem 1941 r. zaczęto formować oddziały leśne oraz struktury podziemne w miastach. W maju 1942 r. Państwowy Komitet Obrony powołał Centralny Sztab Partyzancki. W roku 1944 partyzantka radziecka liczyła 374 tysiące partyzantów. Same oddziały były uzbrajane spoza linii frontu. Na terenie ZSRR powstawały liczne szkoły, gdzie szkolono przyszłe kadry dowódcze oraz fachowców w zakresie walki partyzanckiej. W ciągu 3 lat walk oddziały partyzanckie zniszczyły m.in. 11 128 pociągów, 29 stacji kolejowych, 948 sztabów i garnizonów, ponad 5,5 tys. mostów i 7 tys. linii telefoniczno- telegraficznych.

## Lata 1944–1991

Położenie BSRR w ZSRR

Po II wojnie światowej zlikwidowano skutki zniszczeń wojennych. Rozwój Białorusi był jednak hamowany przez depopulację i stagnację (pogłębiającą się w całym Związku Radzieckim). W latach 1944–1945 z Białorusi wywieziono prawie milion osób (wśród nich elitę społeczno-zawodową). Na ich miejsca trafili przybysze z Rosji, którzy objęli najważniejsze urzędy w państwie i oświacie. Szkoły i uczelnie poddano rusyfikacji (w 1953 roku wśród 1408 pracowników administracji szczebla obwodowego w zachodniej części kraju 114 było Białorusinami). W wyniku uzupełniania kadr nauczycielskich Rosjanami zaczął zanikać język białoruski. W połowie lat 50. język białoruski zniknął z uczelni wyższych, a nauczanie historii i kultury białoruskiej ograniczono.
W latach 70. na Białorusi zaczęli działać pierwszy dysydenci. Ożywieniu świadomości narodowej na Białorusi sprzyjała pieriestrojka i głasnost. 27 lipca 1990 roku Rada Najwyższa Białoruskiej Socjalistycznej Republiki Radzieckiej przyjęła deklarację suwerenności Białorusi, zaś 25 sierpnia 1991 roku deklarację niepodległości. Głową państwa został Przewodniczący Rady Najwyższej Białorusi  Stanisłau Szuszkiewicz. Dzień przyjęcia deklaracji suwerenności był do 1996 roku obchodzony jako Dzień Niepodległości Białorusi; po tym roku obchody przeniesiono na 3 lipca, w celu upamiętnienia zajęcia Mińska przez Armię Czerwoną.

## Niepodległa Białoruś

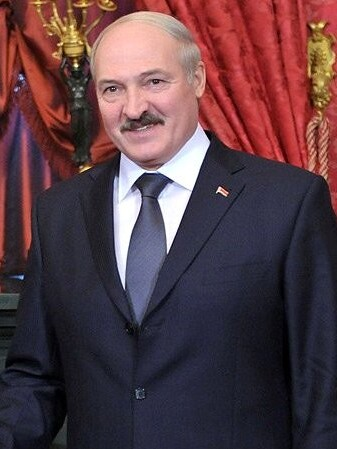
Alaksandr Łukaszenka

W latach 1991–1994 Białoruś borykała się z recesją gospodarczą i chaosem politycznym. Po ogłoszeniu niepodległości i rozpadzie Związku Radzieckiego wiele produktów wyprodukowanych przez przedsiębiorstwa państwowe nie mogło trafić na rynek w wyniku braku podzespołów, produkowanych poza Białorusią. Z tego powodu władze Białorusi starały się zachować więzy gospodarcze z nowo powstałymi republikami (a zwłaszcza z Rosją). W grudniu 1991 roku Białoruś, Rosja i Ukraina powołały Wspólnotę Niepodległych Państw. Po ogłoszeniu niepodległości pojawiły się wolne media oraz partie polityczne. Nowo powstałe partie antykomunistyczne nie mogły efektywnie działać poza Mińskiem z powodu niewielkiego i mało aktywnego aparatu partyjnego, zaś partie centroprawicowe były skłócone. Były także spory o kierunek polityki zagranicznej. Komuniści głosili, że należy przywrócić silne więzy z Rosją, a partie opozycyjne chciały skupić się na polityce prozachodniej.
Na fali społecznego niezadowolenia, wybory prezydenckie w 1994 roku wygrał komunista Alaksandr Łukaszenka. Łukaszenka w latach 1992–1994 był przewodniczącym parlamentarnej komisji ds. walki z korupcją. Łukaszenka aktywnie walczył z Szuszkiewiczem (oskarżając go m.in. o niezapłacenie rachunków wartości 100 dolarów amerykańskich za materiały budowlane wykorzystane przy budowie domku letniskowego). Dzięki sprawnemu działaniu komisji, Łukaszenka często pojawiał się w telewizji kontrolowanej przez rząd. W telewizji często mówił o korupcji wśród urzędników i rozpadzie Związku Radzieckiego w wyniku zdrady demokratów i zachodniego wywiadu. Wiosną 1994 roku stworzył wokół siebie mit człowieka z ludu, który przejął się demoralizacją elit politycznych. Łukaszenka wygrał drugą turę wyborów prezydenckich, zdobywając 80% głosów.
17 lipca 1995 roku Alaksandr Łukaszenka i prezydent Ukrainy Łeonid Kuczma podpisali traktat o przyjaźni. 31 sierpnia 1995 roku weszło prawo zezwalające milicji aresztować, rewidować i przesłuchiwać deputowanych bez zgody parlamentu. W czerwcu 1996 roku, po uprzednim referendum, wprowadzono nowe godło i flagę państwową. W kwietniu 1996 roku Białoruś i Rosja powołały Wspólnotę Suwerennych Republik (która 2 kwietnia 1997 roku przekształciła się w Związek Białorusi i Rosji – ZBiR). Od 1997 roku białoruskie władze nasiliły politykę represyjną wobec opozycjonistów. 9 września 1999 roku Łukaszenka wprowadził dekret o bezpieczeństwie imprez masowych, który w znacznej mierze odbierał opozycji możliwość organizowania demonstracji przeciwko prezydentowi. Unia Europejska, Stany Zjednoczone i Organizacja Bezpieczeństwa i Współpracy w Europie (OBWE) krytykowały wygrywane przez Łukaszenkę wybory parlamentarne i prezydenckie oraz referenda.
18 października 2004 roku odbyło się referendum, które zniosło limit kadencji prezydenta Białorusi. W latach 2005–2006 nasiliła się walka z działaczami opozycyjnymi, niezależnymi mediami i organizacjami społecznymi (m.in. Związkiem Polaków na Białorusi). Działania te wiązały się z wyborami prezydenckimi.
19 marca 2006 roku odbyły się wybory prezydenckie. Oficjalnie wybory wygrał Alaksandr Łukaszenka zdobywając 82,6% głosów przy 92,6% frekwencji. Opozycja oskarżyła rząd o sfałszowanie wyników. Wieczorem ok. 10 tys. osób zgromadziło się na Placu Październikowym w Mińsku na znak protestu przeciwko działaniu władz. Dzień później OBWE uznała wyniki wyborów prezydenckich za sfałszowane. 24 marca milicja aresztowała ok. 200 protestujących. 25 marca (w sobotę) media poinformowały, że w starciach z milicją mogły zginąć dwie osoby. Podczas sobotnich protestów jeden z liderów opozycji, Alaksandr Kazulin, wezwał zebranych do pójścia pod areszt, gdzie przetrzymywano większość aresztowanych w piątek demonstrantów. Protesty skończyły się do 8 kwietnia.
W 2009 roku Białoruś zaproszono do programu Partnerstwo Wschodnie. 19 grudnia 2010 roku Alaksandr Łukaszenka po raz czwarty wygrał wybory prezydenckie. Po ogłoszeniu wyników wyborów wybuchły protesty społeczne, które zostały stłumione przez milicję. 21 stycznia 2011 roku Łukaszenka został zaprzysiężony na czwartą kadencję prezydencką. 11 października 2015 roku odbyły się wybory prezydenckie, które po raz piąty wygrał Alaksandr Łukaszenka, zdobywając 84,09% głosów. 17 lutego 2017 roku wybuchły protesty spowodowane pogorszeniem sytuacji gospodarczej mieszkańców Białorusi. Na 25 marca zaplanowano wielką demonstrację w Mińsku, jednak służby specjalne aresztowały ponad 700 zgromadzonych, nie dopuszczając do rozpoczęcia wiecu.

### Wybory prezydenckie na Białorusi (2020)
W 2020 roku w wyniku postępującego spadku poziomu życia i bagatelizowania postawy władz wobec pandemii COVID-19 spadło poparcie dla urzędującego od 1994 roku prezydenta Białorusi Alaksandra Łukaszenki. Na 9 sierpnia 2020 roku wyznaczono przeprowadzenie wyborów prezydenckich. Poszukując jakiejkolwiek alternatywy Białorusini popierali kontrkandydatów Łukaszenki. Początkowo największym poparciem cieszył się Wiktar Babaryka i Siarhiej Cichanouski. Cichanouskiego aresztowano 9 maja. 18 czerwca aresztowano Wiktara Babarykę. Po aresztowaniu Siarhieja Cichanouskiego, 15 maja jego żona Swiatłana ogłosiła start w wyborach prezydenckich. Po opublikowaniu pierwszych oficjalnych sondaży wyjściowych, które świadczyły o uzyskaniu przez urzędującego prezydenta Alaksandra Łukaszenki ponad 80% głosów, protesty ogarnęły wiele miast w całym kraju, a ich głównym celem było uczciwe przeliczenie głosów i dymisja prezydenta Łukaszenki. Wieczorem 9 sierpnia doszło do starć pomiędzy przeciwnikami Łukaszenki a wojskiem i policją.
Na początku lata 2021 roku prezydent Białorusi Alaksandr Łukaszenka zagroził niepowstrzymywaniem przybywających do Unii Europejskiej handlarzy narkotykami, handlarzy ludźmi, a także uzbrojonych imigrantów. Kryzys migracyjny rozpoczął się, gdy władze białoruskie uruchomiły kanały przerzutu migrantów z kraju przez granicę z UE na terytorium Litwy, Polski i Łotwy. Prezydent Alaksandr Łukaszenka przyznał, że wspieranie nielegalnego transgranicznego przerzutu imigrantów jest odpowiedzią na unijne sankcje wobec Białorusi po wyborach z 2020 roku. W związku z kryzysem rządy Polski i Łotwy podjęły decyzje o wprowadzeniu stanów wyjątkowych na terenach przygranicznych z Białorusią, rząd Litwy wprowadził natomiast stan wyjątkowy na terytorium całego kraju.

### Udział Białorusi winwazji Rosji na Ukrainę(2022)
Zasugerowano, aby wydzielić z tego artykułu fragmenty do artykułu Białoruś w inwazji Rosji na Ukrainę.  (dyskusja)
Od jesieni 2021 roku Rosja zaczęła gromadzić tysiące żołnierzy oraz sprzęt wojskowy w pobliżu swojej granicy z Ukrainą, co stanowiło największą mobilizację sił od czasu aneksji Krymu w 2014 roku. Przyczyniło się to do powstania międzynarodowego kryzysu i wywołało obawy związane z potencjalną inwazją. Siły rosyjskie zaczęły być także ustawiane na terytorium Białorusi. W styczniu 2022 władze Rosji i Białorusi poinformowały, że na luty 2022 zaplanowały też wspólne nadzwyczajne ćwiczenia „Sojusznicza Stanowczość 2022” (w których udział wziąć ma ok. 60–80 tys. żołnierzy rosyjskich i białoruskich), a także serię ćwiczeń Marynarki Wojennej FR (w których udział wziąć ma 140 okrętów i jednostek zabezpieczenia, a także ponad 60 statków powietrznych, 1 tys. egzemplarzy ciężkiego uzbrojenia i sprzętu wojskowego oraz ok. 10 tys. żołnierzy). Ćwiczenia wojskowe miały zakończyć się zgodnie z planem 20 lutego o czym zapewniały wielokrotnie rosyjskie i białoruskie władze. Jednak 20 lutego białoruski minister obrony gen. Wiktar Chrenin ogłosił przedłużenie ćwiczeń, nie podał jednak do kiedy potrwają ani jaki jest ich dalszy plan. Jako powód przedłużenia ćwiczeń podał wzrost aktywności wojskowej na granicach Państwa Związkowego i zaostrzenie się sytuacji na wschodzie Ukrainy. 24 lutego 2022 r. o godzinie 4:55 czasu wschodnioeuropejskiego (5:55 czasu moskiewskiego, 3:55 czasu polskiego) w specjalnym orędziu Władimir Putin ogłosił, że podjął decyzję o rozpoczęciu operacji wojskowej na Ukrainie. Bezpośrednio po przemówieniu Putina o 5:00 czasu wschodnioeuropejskiego (4:00 czasu polskiego) rozpoczęła się inwazja Rosji na Ukrainę. Wojska rosyjskie wkroczyły przed południem 24 lutego na wschodnią Ukrainę od wschodu, od południa ze strony Krymu oraz od północy ze strony Białorusi. Z terytorium Białorusi oprócz agresji sił lądowych w stronę Ukrainy wylatywały śmigłowce i myśliwce, a także przeprowadzano ataki rakietowe. Prezydent Białorusi Aleksandr Łukaszenka stwierdził 27 lutego, że białoruscy żołnierze nie zostali wysłani na Ukrainę.